# 双鱼座97
双鱼座97（97 Psc）是双鱼座的一颗恒星，视星等为+6.01，距离地球约477光年。